# Coxsackievirus
Het coxsackievirus is een enterovirus. Enterovirussen zijn zeer kleine virussen in de darmen en de ontlasting.
Er zijn twee hoofdgroepen coxsackievirussen: type A en type B. Bij deze hoofdgroepen horen weer verschillende soorten coxsackievirussen.
Het virus is vernoemd naar de plaats Coxsackie in de staat New York, waar het voor het eerst bij een patiënt werd vastgesteld.
Coxsackievirussen kunnen allerlei verschijnselen geven, variërend van koorts zonder andere verschijnselen tot keelpijn, diarree, braken, huiduitslag, aanvallen van spierpijn, leverontsteking en ontsteken van het hartzakje. Bij baby's verloopt een coxsackievirusinfectie soms zeer ernstig, met bijvoorbeeld hersenontsteking (encefalitis), bloedvergiftiging of longontsteking.
Ook is het coxsackievirus de veroorzaker van hand-, voet- en mondziekte (niet te verwarren met mond-en-klauwzeer).
De diagnose wordt gesteld met laboratoriumonderzoek, waarbij ontlasting, slijm uit de keel, urine of hersen- en ruggenmergvocht (liquor) worden onderzocht.
De behandeling is gericht op het bestrijden van de verschijnselen; het virus zelf kan niet worden aangepakt.
Een van de ziektebeelden veroorzaakt door het virus wordt de ziekte van Bornholm genoemd. Hierbij zijn het borstvlies en het longvlies ontstoken (pleuritis) door het virus (net zoals het hartzakje, zie boven). Dit geeft een ernstige pijn op de borstkas, die in aanvallen kan optreden.
Verder denkt men dat het virus een rol zou spelen in de ontwikkeling van diabetes type 1 (auto-immuun).
Het kenmerkt zich ook door kleine rode stippen - uitslag onder de voeten, handen, benen, armen en soms gezicht. Vaak niet op de buik waardoor het snel hetzelfde beeld heeft als dat van een allergie. Het komt vaak voor eind augustus begin september. Kinderen kunnen klagen over pijn en dat ze daarom niet willen lopen.  